# EME 1e–5e
Die schmalspurigen Tenderlokomotiven EME 1e–5e der Engelskirchen-Marienheider Eisenbahn (EME) waren Dampflokomotiven für den gemischten Betrieb und wurden von Jung 1897 und 1898 gebaut. Sie waren bis 1959 in Betrieb und wurden dann ausgemustert sowie verschrottet.

## Geschichte
Die Lokomotiven waren die ersten bekannten Fahrzeuge seit der Eröffnung der Leppetalbahn und führten anfangs den umfangreichen Gesamtbetrieb auf der Strecke aus.
Als die Beförderungsleistungen so stark anstiegen, dass auch Güterzüge mit 1000 t Nutzlast befördert werden mussten, reichten die Lokomotiven für die schweren Züge nicht mehr aus, und es wurde 1925 von Jung die vierachsige 6d beschafft. Als 1940 im Bereich von Engelskirchen und Gimborn der Rollbockverkehr eingeführt wurde, wurden die Lokomotiven auch für diese Züge eingesetzt.
Auf Fotografien sind vorrangig ab dem Zweiten Weltkrieg die Stammlokomotive 1e und 2e zu sehen. Auch die anderen drei Lokomotiven kamen zunächst zur EME, wurden aber von der betriebsführenden Westdeutschen Eisenbahn-Gesellschaft (WeEG) auch an andere Bahnen gegeben, wie die 3e zur Mödrath-Liblar-Brühler Eisenbahn und die 4e zur Bergheimer Kreisbahn. Die 5e war bis ungefähr 1931 bei der EME im Einsatz und soll danach ausgemustert sowie verschrottet worden sein. 1947 wurde die Nummer neu vergeben. Die letzten Lokomotiven waren die 1e und 2e, welche bis zur Betriebseinstellung 1959 den Dienst ausführten und dann ausgemustert wurden. Die 1e befördert im Jahr 1949 den letzten Personenzug und 1958 den letzten Güterzug.

## Konstruktion
Die fünf Lokomotiven waren Kleinbahnlokomotiven der Bauart C n2t. Sie waren mit einem Innenrahmen mit einer Stärke von 20 mm ausgeführt, in ihm waren die Achsen fest gelagert. Treibachse war die dritte Achse. Für einen guten Bogenlauf war die mittlere Achse ohne Spurkranz ausgeführt. Die Betriebsvorräte waren ausschließlich in den seitlichen Kästen gebunkert, die Kohlen hatten ihren Platz auf der linken Seite vor dem Führerhaus.
Der Kessel bestand aus zwei Schüssen. Auf dem ersten Schuss war der Dampf-, auf dem zweiten Schuss der runde Sanddom angeordnet, mit ihm konnten mechanisch die mittlere Achse gesandet werden. Ausgeliefert wurden die Lokomotiven ursprünglich mit einem Funkenfänger. Dies war wegen der Ortsdurchfahrt in Engelskirchen und einer an der Strecke zu bedienenden Pulverfabrik notwendig. Die Lokomotiven waren mit Saugluftbremse Bauart Körting und einer Handbremse ausgerüstet. Die ersten beiden Achsen wurden von vorn, die letzte Achse von hinten abgebremst.